# 作用素論
数学における作用素論（さようそろん、英: Operator theory）は、微分作用素や積分作用素をはじめとする線型作用素の研究である。各作用素は、有界性や閉性などといった特徴によって抽象的に表すことができ、また非線型作用素なども視野に含むこともあり得る。そのような研究は函数空間の位相に非常に依存しており、函数解析学の一分科を成す。
作用素の集合が体上の多元環を成すならば、それを作用素環と呼ぶ。作用素環を記述することもまた作用素論の一部である。

## 個別の作用素論
個々の作用素論では、個別に与えられた作用素の性質や分類について扱う。例えば、スペクトルを用いた正規作用素の分類はこの範疇に属する。

### 作用素のスペクトル
スペクトル定理は線型作用素や行列に関する無数の結果の総称である。広義のスペクトル定理は、作用素や行列が対角化可能である（即ち適当な基底の下で対角行列に表せること）ための条件を提示するものをいう。この対角化可能の概念は直接には有限次元空間に対するものだが、無限次元空間上の作用素に対しては少々の修正を要する。一般に、スペクトル定理はもっとも単純な場合として乗算作用素によって形作ることのできる線型作用素のクラスを同定するものである。より抽象的には、スペクトル定理は可換 C∗-環に関する主張ということができる。歴史的背景はスペクトル論の項を参照。
スペクトル定理が適用できるような作用素の例としては、自己随伴作用素やより一般にヒルベルト空間上の正規作用素などが挙げられる。
スペクトル定理はまた、作用素の作用する台となるベクトル空間に関する（スペクトル分解、固有分解（固有値分解）などと呼ばれる）標準分解 (canonical decomposition) をも提示する。

#### 正規作用素
複素ヒルベルト空間 H 上の正規作用素は、連続線型作用素 N: H → H であって自身のエルミート共軛 N∗ と可換 (NN∗ = N∗N) となるものである。
正規作用素はそれに対するスペクトル定理が成り立つという点で重要である。今日では正規作用素のクラスはよく理解されている。正規作用素の例には
- ユニタリ作用素: N∗ = N−1.
- エルミート作用素（自己随伴作用素）: N∗ = N,
- 反自己随伴作用素: N∗ = −N.
- 正作用素（英語版）: N = MM∗（M は適当な有界作用素）

などが挙げられる。また、正規行列は Cn を有限次元ヒルベルト空間とみるときの正規作用素のことと考えることができる。
スペクトル定理は行列のより一般のクラスに拡張できる。A は有限次元内積空間上の作用素とする。A が正規行列であるとは、A∗A = AA∗ を満たすことを言う。A が正規であるための必要十分条件が「それがユニタリ行列で対角化可能であること」であることを示すことができる。実際、シューア分解により A = UTU∗（U はユニタリ、T は上三角）と書くと、A は正規ゆえ TT∗ = T∗T となり、T は対角行列でなければならない（正規な上三角行列は対角行列である）。逆は明らか。
即ち、A が正規であるための必要十分条件は、ユニタリ行列 U と対角行列 D で
{\displaystyle A=UDU^{*}}
を満たすものが存在することである。このとき D の対角成分には A の固有値が並び、対応するU の列ベクトルには各固有値に付随する A の固有ベクトルが並ぶ。これら列ベクトルは正規直交系を成す。エルミート行列の場合と異なり、D の成分は実数とは限らない。

### 極分解
複素ヒルベルト空間の間の任意の有界線型作用素 A の極分解は、部分等距作用素と非負作用素の積への標準分解である。
行列に対する極分解は以下のように一般化する。A が有界線型作用素であるとき、部分等距変換 U と非負自己随伴作用素 P で U の始空間が P の値域の閉包に一致するものの積として A の一意的な分解 A = UP が存在する。
以下のような理由により、作用素 U はユニタリではなく部分等距変換に弱める必要がある。A が l2(N) 上の片側シフト ならば、|A| = (A∗A)½ = I であるから、A = U |A| ならば U は A でなくてはならないがこれはユニタリではない。
極分解の存在性はダグラスの補題
補題 (Douglas)
A, B はヒルベルト空間 H 上の有界作用素で A∗A ≤ B∗B を満たすとする。このとき、A = CB を満たす縮小写像 C が存在する。さらに Ker(B∗) ⊂ Ker(C) ならば C は一意である。
の帰結である。作用素 C は C(Bh) = Ah とおき、連続性により Ran(B) まで延長して、Ran(B) の直交補空間では 0 とすれば定義できる。この作用素 C は A∗A ≤ B∗B から Ker(B) ⊂ Ker(A) が従うから矛盾なく定義される。よって補題は示された。
特にA∗A ≤ B∗B ならば C は部分等距であり、これは Ker(B∗) ⊂ Ker(C) のとき一意である。一般に任意の有界作用素 A に対し、通常の汎函数計算で与えられる A∗A の平方根を (A∗A)½ として
{\displaystyle A^{*}A=(A^{*}A)^{\frac {1}{2}}(A^{*}A)^{\frac {1}{2}}}
が成り立つから、補題により適当な部分等距変換 U に対して
{\displaystyle A=U(A^{*}A)^{\frac {1}{2}}}
となる。U は Ker(A) ⊂ Ker(U) のとき一意である（B = B∗ = (A∗A)½ とすると Ker(A) = Ker(A∗A) = Ker(B) = Ker(B∗) に注意）。P として (A∗A)½ をとれば極分解 A = UP を得る。同様の論法が、正作用素 P' および U' が部分等距として A = P'U' を示すのにも有効であることを確認せよ。
H が有限次元のときには U はユニタリ作用素に延長できるが、これは一般には成り立たない（上述）。その代りに極分解は特異値分解の作用素版を用いて示すことができる。
連続汎函数計算の性質により、極分解における絶対値 |A| は A の生成する C∗-環に属する。偏極部 U に対しても、同様だがより弱い主張が成立し、偏極部 U は A の生成するフォンノイマン環に属する。A が可逆ならば U は絶対値同様に A の生成する C∗-環に属する。

## 作用素環
作用素環論では、C*-環などの作用素環の研究を前面に掲げる。

### C∗-環
C∗-環 A は複素数体上のバナハ環であって、対合 ∗: A → A を備える。A の元 x の ∗ による像を x∗ と書くとき、対合 ∗ は以下の性質を満たす
- 対合性（英語版）: 任意の x ∈ A に対して
{\displaystyle x^{**}=(x^{*})^{*}=x.}
- 任意の x, y ∈ A に対して
{\displaystyle (x+y)^{*}=x^{*}+y^{*}.}
{\displaystyle (xy)^{*}=y^{*}x^{*}.}
- 任意の λ ∈ C および任意の x ∈ A に対して
{\displaystyle (\lambda x)^{*}={\overline {\lambda }}x^{*}.}
- 任意の x ∈ A に対して
{\displaystyle \|x^{*}x\|=\|x\|\|x^{*}\|.}

確認事項上三項は A が *-環（対合環）となることを言うものである。最後の等式を C∗-恒等式と呼び、‖ xx∗ ‖ = ‖ x ‖2 と同値である。この C∗-恒等式は非常に強い要求である。例えばスペクトル半径公式と合わせて、C∗-ノルムが、
{\displaystyle \|x\|^{2}=\|x^{*}x\|=\sup\{|\lambda |:x^{*}x-\lambda \,1{\text{ is not invertible}}\}}
としてその代数構造から一意に決定されることが導かれる。

## 関連文献
- Conway, J. B.: A Course in Functional Analysis, 2nd edition, Springer-Verlag, 1994, ISBN 0-387-97245-5
- Yoshino, Takashi (1993). Introduction to Operator Theory. Chapman and Hall/CRC. ISBN 978-0582237438
- Simon, B. (2015). Operator theory. American Mathematical Society.
- Alpay, D., Cipriani, F., Colombo, F., Guido, D., Sabadini, I., & Sauvageot, J. L. (2016). Noncommutative analysis, operator theory and applications. Springer International Publishing.